# 大山海
大山 海（おおやま かい、1996年12月28日 - ）は日本の漫画家。奈良県出身。

## 来歴
幼稚園時代は他の子に比べて落ち着きがなく、あまのじゃくで母親を悩ましていた。このころの夢はお坊さん。
小学4年で名古屋に引っ越す。担任の先生が、芸術系の学校に行かせてはと母親に助言。
中学に上がると友達がみんな不良になり、やんわりといじめられていた。父親の転勤で、中二の時奈良に戻るも友達が1人もできず、ますます陰気臭くなった。このころつげ義春の漫画に出会い衝撃を受ける。
中学3年では成績が下から2番目、持久走は最下位、中間テストは5教科500点中、86点でどこの高校に行けば良いか悩む。
美術系の高校に上がると成績が上がり、2015年、推薦で日本大学芸術学部文芸学科に入学。
2015年、17歳のときに初めて描いたマンガ『頭部』が、第17回「アックスマンガ新人賞」佳作として受賞してデビュー。
2015年10月31日と11月1日に開催された『アックス』の作家が出演するイベント「高円寺フェス2015」にて、トークショーに登壇。
2017年8月には『東京市松物語』の単行本の発売を記念し、『アックス』VOL.118にて大山の特集「おれ、征く。ひとりで、征く」が組まれた。特集ではみうらじゅんと対談し、「こじらせの逆襲」というコーナーが掲載。単行本の帯には銀杏BOYZの峯田和伸からコメントが寄せられている。
2018年12月よりウェブ漫画雑誌『トーチweb』（リイド社）にて『奈良へ』を連載。2021年11月より同サイトにて、上梨裕奨の原案によるシェアハウスを題材とした『令和元年のえずくろしい』の連載を開始。

## 作品リスト

### 漫画作品
- 奈良へ（『トーチweb』2018年12月8日[7] - 連載）
- 令和元年のえずくろしい（原案：上梨裕奨、『トーチweb』2021年11月4日[8] - 2023年10月7日[9]）
- はにま通信（『トーチweb』2023年12月8日[10] - ）
- 力石持つ（『コミックビーム』2025年2月号[11] - ）

### 書籍
- 『東京市松物語』青林工藝舎、2017年9月22日発売[6]、ISBN 978-4-88379-439-3[12]
- 『奈良へ』リイド社〈トーチコミックス〉、2021年6月25日発売[13]、ISBN 978-4-8458-6091-3
- 『令和元年のえずくろしい』、原案：上梨裕奨、リイド社〈トーチコミックス〉、2023年10月14日発売[14]、ISBN 978-4-8458-6601-4
- 『はにま通信』、リイド社〈トーチコミックス〉2025年 - 、既刊2巻（2025年6月30日現在）
  1. 2025年5月29日発売[15][16]、ISBN 978-4-8458-6795-0
  2. 2025年6月30日発売[17]、ISBN 978-4-8458-6798-1

### その他
- つげ義春 生誕80周年記念 祝・トリビュート！（『アックス』VOL.119[18]）トリビュートイラスト[18]